# Старик и седалище
«Стари́к и седа́лище» (англ. The Old Man and the Seat) — второй эпизод четвёртого сезона американского мультсериала «Рик и Морти». Сценарий к эпизоду написал американский сценарист Майкл Уолдрон, а режиссёром выступил Джейкоб Хэйр.
Название эпизода отсылает к повести «Старик и море».
Премьера эпизода состоялась 17 ноября 2019 года в блоке Adult Swim на Cartoon Network. Эпизод посмотрели около 1,7 миллиона зрителей во время выхода в эфир.

## Сюжет
Инопланетянин по имени Глути подаёт завтрак Смитам, часто прося помощи в разработке мобильного приложения, хотя Рик вытатуировал Глути на лбу «Не разрабатывай моё приложение». Когда Рик извиняется и уходит в одиночное приключение, которое Саммер предполагает как испражнение, Джерри проявляет любопытство и предлагает разработать приложение Глути. Приложение Глути и Джерри выходит в сеть, что приводит Морти в бешенство. Приложение под названием «Найди любоффь» оказалось приложением для знакомств, которое побуждает своих пользователей полностью сосредоточить своё внимание на поисках своей настоящей любви. Саммер бросает Бет за обедом на свидание, что приводит к ссоре между ними.
Видя повсеместный хаос, Джерри осознаёт свой проступок и присоединяется к Морти, требуя, чтобы Глути снёс приложение. Глути приводит их к своему материнскому кораблю, где они встречают лидера инопланетян, который упрекает человечество в неспособности овладеть любовью и заявляет, что приложение отвлекает от кражи водных ресурсов Земли. Бет преследует Саммер, которая постоянно меняет свою вторую половинку с помощью приложения, в то время как Джерри и Морти схвачены. Джерри удаётся убедить Глути снести приложение, демонстрируя их схожесть в том, что они не могут найти совпадение в приложении. Пока Морти отчитывает Джерри за его решения, Глути помещает рекламу в приложение, заставляя Саммер и всех остальных удалить приложение и возобновить свою жизнь.
Между тем, Рик идёт в живописный частный туалет. Обнаружив, что кто-то воспользовался его туалетом, он выслеживает причастного, которого зовут Тони. Несмотря на предостережения Рика, Тони продолжает пользоваться туалетом, заставив Рика наказать его с помощью химического вещества под названием «Глобафин», чтобы поместить его в его идеальную симуляцию рая, наполненную туалетом, прежде чем изгнать его. Когда Рик даёт ему последнее предупреждение, Тони упрекает его в проблемах с контролем и советует дружить. Рик готовит меры защиты унитаза, призванные унизить его будущего пользователя. При посещении офиса Тони он узнаёт от его помощника, что Тони уволился с работы и погиб в лыжной аварии, намереваясь жить полной жизнью. Чувствуя себя виноватым, Рик посещает похороны Тони, затем возвращается в туалет и садится на унитаз, что порождает толпу голографических Риков, ругающих «Тони» и его одиночество.
В сцене после титров Джерри использует немного Глобафина и видит свою идеальную реальность: себя как компетентного доставщика бутылок с водой.

## Отзывы
Зак Хэндлен из The A.V. Club дал эпизоду оценку B+, заявив, что «хотя конечный результат довольно забавный и тематически связный», но также считает его «слегка недоделанным». Стив Грин из IndieWire дал эпизоду оценку B-, охарактеризовав его как «эквивалент лёгкого неудобства», отметив, что «подкрепление некоторых старых идей, стремление Рика к максимальной конфиденциальности и захватывающее весь мир приложение для знакомств — хрупкая основа для повторяющегося эпизода». Лиз Шеннон Миллер из Vulture дала ему три звезды из пяти, заявив, что «из простейших сценариев снова возникает приключение Рика и Морти, которое одновременно идёт совершенно наперекосяк, хотя и обнажает самый сокровенный пафос своей игры — персонажей». Джо Матар из Den of Geek похвалил необыкновенную свадьбу Бет и Саммер, Джерри и Морти, а также Рика наедине с собой как «в основном очень хорошо». Рэй Флок из Bleeding Cool описал концепцию эпизода как сочетание эмоционального удара финала второго эпизода «Аутоэротическая ассимиляция» с режущей бензопилой социальной сатирой из шестого эпизода первого сезона «Напиток Рика №9» и любого другого сегмента «Межвселенского кабельного».